# Orientkattuggla
Orientkattuggla (Strix nivicolum) är en asiatisk uggla som fram tills nyligen ansågs vara en del av kattugglan.

## Utseende och läten
Orientkattugglan är en medelstor (35–40 cm) uggla med runt huvud och vit strupe. Den är mycket lik kattugglan men är markant mörkare, snarare mörkbrun än gråbrun och med mycket mindre vitt inslag. Vidare är stjärten kortare och tydligt mer bandad. Även lätena skiljer sig, ett dubbelt "huhu" som upprepas efter ett antal sekunder.

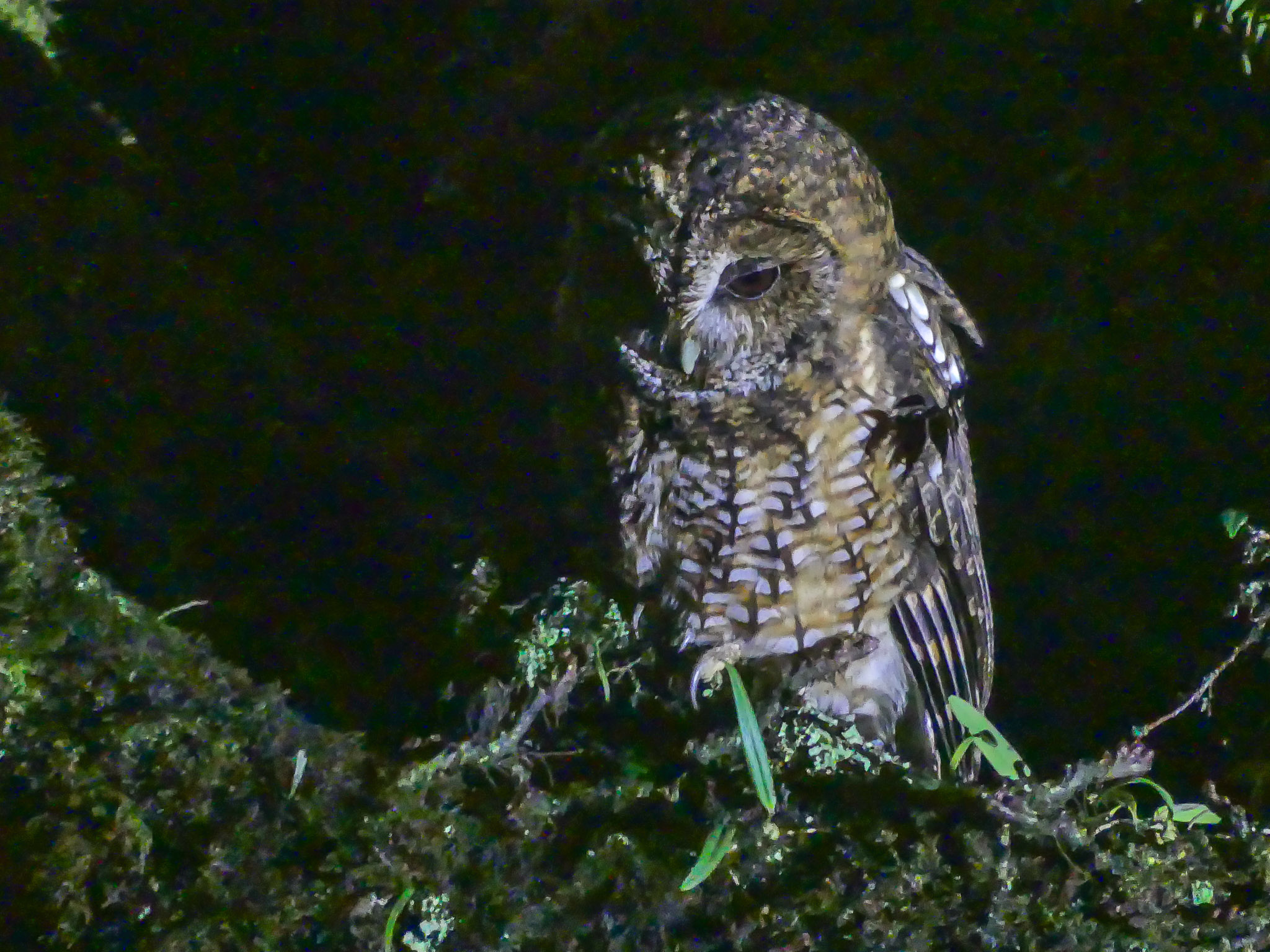

## Utbredning och systematik
Orientkattuggla delas in i tre underarter med följande utbredning:
- Strix nivicolum nivicolum – Nepal till sydöstra Kina, norra Myanmar och norra Indokina
- Strix nivicolum ma – nordöstra Kina och Korea
- Strix nivicolum yamadae – bergstrakter på södra Taiwan

Tidigare betraktades den som en del av kattuggla och vissa gör det fortfarande.

## Levnadssätt
Orientkattugglan förekommer i barrskog, ekskog och klippiga beskogade raviner från cirka 1000 till 2650 meters höjd. Liksom kattugglan är den nattlevande. Födan består av insekter (framför allt skalbaggar), små däggdjur och småfåglar. Fågeln häckar från slutet av vintern till våren och placerar sitt bo i trädhål och klippskrevor. Arten är mestadels stannfågel, men kan möjligen röra sig till lägre nivåer vintertid.

## Status och hot
Arten har ett stort utbredningsområde, men tros minska i antal, dock inte tillräckligt kraftigt för att den ska betraktas som hotad. Internationella naturvårdsunionen IUCN listar arten som livskraftig (LC).